# Epieremulus longicarinatus
Epieremulus longicarinatus är en kvalsterart som först beskrevs av Balogh och Sandór Mahunka 1978.  Epieremulus longicarinatus ingår i släktet Epieremulus och familjen Caleremaeidae. Inga underarter finns listade i Catalogue of Life.